# Козак (бронеавтомобіль, прототип 2009 року)
«Козак» — прототип українського бронеавтомобіля виробництва НВО «Практика». Побудований на шасі Iveco Daily 4x4, маса — 5,5 тонн. Планувалося також виготовляти версії автомобіля на шасі ГАЗ-66 і ГАЗ-53 з заміною силового агрегату на дизельний двигун.
Був створений в 2009 році, демонструвався на виставках, проте не був затребуваний силовими структурами України. У 2015 році, після початку російсько-української війни, посольство США передало прототип українським прикордонникам.

## Історія
СРМ-1 «Козак» розроблений в 2009 році науково-виробничим об'єднанням «Практика», українським виробником бронетехніки і засобів технічної безпеки для банків і офісів. Головним конструктором проекту був Євген Малашин.[джерело?] Автомобіль був розроблений за власний кошт підприємства. Його створили на базі шасі Iveco Daily 4x4.
Вперше продемонстрований широкій публіці на параді на честь Дня незалежності України в Києві 24 серпня 2009 року.
У період до червня 2013 року виготовлено щонайменше дві машини, але на озброєння вони прийняті не були.[джерело?] Автомобіль демонстрували на виставках озброєння, за словами виробника, ним цікавилися Нігерія, Пакистан і близько десятка інших країн, із урахуванням його приблизної вартості у $125 тис. станом на 2014 рік.

### Російсько-українська війна

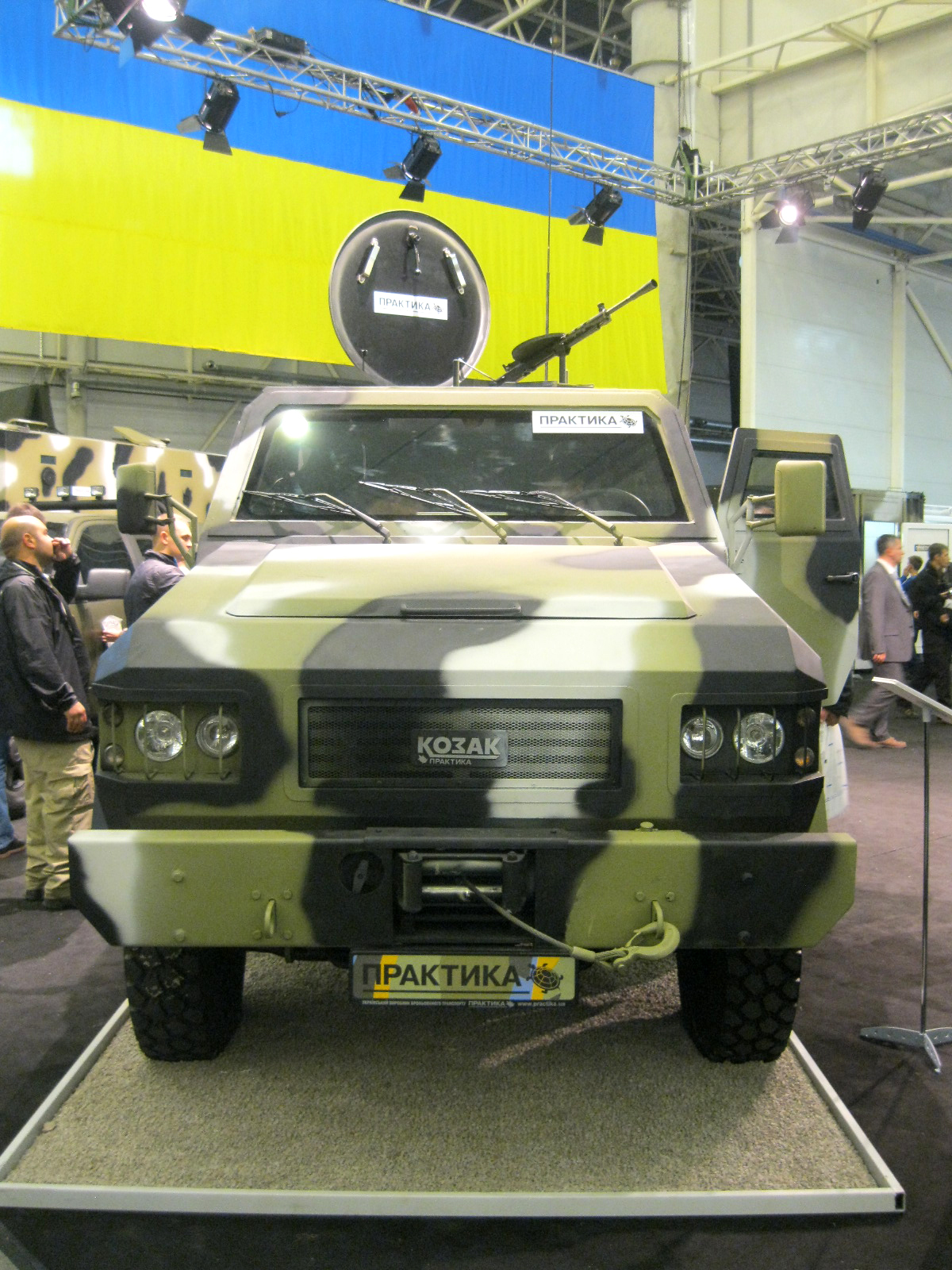
На виставці «Зброя та безпека-2014».

2 вересня 2014 року бронеавтомобіль «Козак» ще раз показали на полігоні навчального центру Національної гвардії поблизу селища Нові Петрівці на Київщині. Бронемашина, як і раніше, не перебувала на озброєнні, і замовлень на її виробництво не надходило ні від держави, ні від приватних осіб.
24-27 вересня 2014 року цей же бронеавтомобіль «Козак» представили в Міжнародному виставковому центрі в Києві, де проходила XI Міжнародна спеціалізована виставка «Зброя та безпека-2014». Голова Верховної Ради Олександр Турчинов, який відвідав виставку 24 вересня 2014, повідомив, що ряд розробок військово-промислового комплексу, представлених на виставці, прямо з експозиції відправлять в зону бойових дій.
20 січня 2015 року на київській базі Державної прикордонної служби України прототип бронеавтомобіля «Козак» посольство США в Україні передало прикордонникам.

## Конструкція

### Кузов
Бронемашина має звичайне компонування з переднім розташуванням двигуна, відділенням управління в середній частині та вантажним відсіком в кормовій частині машини. Корпус бронемашини зварний, виготовлений із сталевих броньових листів, розташованих під кутом. Бронювання забезпечує захист від вогню зі стрілецької зброї. Дно пасажирського модуля — подвійне, його нижня частина має V-подібну форму для підвищення протимінної стійкості. Додатковий захист від вибухової хвилі створюють розміщені в подвійній підлозі акумуляторні батареї і паливний бак. Щоб зменшити ризик травмування при підриві, всі крісла мають ремені безпеки і систему амортизації (вони закріплені на особливій рамі, підвішеній до бортів). Днище машини витримує вибух 3 кілограмової міни.

### Захист
Автомобіль може бути броньовано до рівня 3 STANAG 4569 або 4 STANAG 4569.

### Озброєння
На турельну установку на даху «Козака» може встановлюватись:
- 7,62-мм кулемет КТ-7,62 з боєкомплектом в 2500 набоїв, або
- 12,7-мм крупнокаліберний кулемет КТ-12,7 з боєкомплектом 500 набоїв, або
- 30-мм автоматичний гранатомет АГС-17 з боєкомплектом у 100 гранат, або
- 40-мм автоматичний гранатомет УАГ-40 з боєкомплектом у 87 гранат.

Для зручності стрільця на люку передбачено м'яку спинку.

### Шасі і двигуни
«Козак» створено на повноприводному шасі Iveco Daily 55S18W 4x4 з 3,0 л чотирициліндровим турбодизельним двигуном Iveco F1C (Євро-4) потужністю 176 кінних сил при 3200—3500 об/хв (400 Нм при 1250—3000 об/хв) та 6-ст. КПП ZF6S, може тягти за собою причіп вагою 4 тонни. Може підійматися на пагорби під кутом 35 градусів.
Крім того передбачено виготовлення ББМ «Козак» на шасі ГАЗ-66 і ГАЗ-53 з заміною силового агрегату на дизельний двигун.

### Ходова частина
Шини кулестійкі, з кулетривкими вставками. На випущені зразки встановлені високопрофільні діагональні шини від ГАЗ-66. Як варіант передбачена установка нижчої радіальної гуми «Michelin» розміром 225/100 R16.

### Додаткове обладнання
Машина обладнана радіостанцією, навігатором (ГЛОНАСС + GPS), приладом радіаційної розвідки ДРІТ та хімічної розвідки, відеореєстратором з камерою заднього огляду і блоком клімат-контролю, системою ABS та поліпшеною звуко- і термоізоляцією. На перший зразок був також встановлений парктронік.
Оскільки куленепробивні склоблоки товщиною 56 мм не відчиняються і глушать звуки ззовні, бронемашина обладнана інтеркомом.

## Тактико-технічні характеристики
За даними AUTO-Consulting:
- Маса: 5,5 т

## Можливі варіанти і модифікації
- СРМ-1 «Козак» — багатоцільовий бронеавтомобіль, який може використовуватися як поліцейська патрульна машина, армійська розвідувальна або командно-штабна машина, в тому числі для миротворчих сил на шасі Iveco Daily 55S18W 4x4.
- СРМ-1 «Козак» — багатоцільовий бронеавтомобіль на шасі ГАЗ-66 з дизельним двигуном Iveco.
- Протитанковий комплекс «Скіф» на шасі бронемашини «Козак» — представлений в 2013 році.
- Автомобіль «Козак» — неброньований цивільний варіант, передбачалася можливість виробництва на замовлення.

## Вартість і строки виготовлення
За даними видання Інформаційний спротив, липень 2014:
- на шасі Iveco Daily — 2 млн грн., час виготовлення — 4 місяці.
- на шасі ГАЗ-66 — 1 млн грн., час виготовлення — 1 місяць.

## Оператори
- Україна:
  - Державна прикордонна служба України — у січні 2015 року посольство США передало викуплений автомобіль.[3]

## Цікаві факти
- Вперше «Козак» презентували на День Незалежності України в 2009 році. Офіційний проїзд на ньому здійснив Віктор Ющенко.
- Броня корпусу — 5 мм, скла — 56 мм, цього достатньо щоб витримати постріл з АК-74 на відстані 10 метрів.
- В майбутньому передбачається, що «Козак» будуть використовувати як інкасаторський автомобіль, або автомобіль для спеціальних підрозділів поліції.

### Відео
- APC Kozak — ББМ «Козак» // 13 травня 2010
- ББМ «Козак» з автоматичним гранатометом УАГ-40 [Архівовано 5 жовтня 2014 у Wayback Machine.] // 4 лютого 2014
- Тест-драйв: Козак, Козак-2, Кугар, Спартан [Архівовано 12 червня 2015 у Wayback Machine.] // Військове телебачення України, 19 лютого 2015